# Ebreichsdorf
Ebreichsdorf – miasto w Austrii, w kraju związkowym Dolna Austria, w powiecie Baden. Według Austriackiego Urzędu Statystycznego liczyło 10 228 mieszkańców (1 stycznia 2014).